# أبوللو براون
أبوللو براون (بالإنجليزية: Apollo Brown)‏ هو منتج أسطوانات وملحن أمريكي، ولد في 20 يونيو 1980 في غراند رابيدز في الولايات المتحدة.

## وصلات خارجية
- أبوللو براون على موقع ميوزك برينز (الإنجليزية)
- أبوللو براون على موقع ديسكوغز (الإنجليزية)
- أبوللو براون على موقع ديسكوغز (الإنجليزية)